# Instituto Peterson de Economía Internacional

El Instituto Peterson de Economía Internacional (en inglés: Peterson Institute for International Economics), y anteriormente conocido como el Instituto para la Economía Internacional o (en inglés: Institute for International Economics), es una think tank privada e independiente, enfocado en la economía. Su sede se encuentra en Washington D. C. y fue fundado por Fred Bergsten in 1981.
Entre sus personajes reconocidos, se encuentra John Williamson, quien elaboro los "diez puntos Williamson" bajo el paraguas de lo que luego se conoció como "Consenso de Washington". Consenso bajo el cual se establecieron lineamientos generales para los países periféricos en torno a su economía.
1. Disciplina en la política fiscal, enfocándose en evitar grandes déficits fiscales en relación con el producto interno bruto;
2. redirección del gasto público en subsidios («especialmente de subsidios indiscriminados») hacia una mayor inversión en los puntos clave para el desarrollo, servicios favorables para los pobres como la educación primaria, la atención primaria de salud e infraestructura;
3. reforma tributaria, ampliando la base tributaria y la adopción de tipos impositivos marginales moderados;
4. tasas de interés que sean determinadas por el mercado y positivas (pero moderadas) en términos reales;
5. tipos de cambio competitivos;
6. liberalización del comercio: liberación de las importaciones, con un particular énfasis en la eliminación de las restricciones cuantitativas (licencias, etc.); cualquier protección comercial deberá tener aranceles bajos y relativamente uniformes;
7. liberalización de las barreras a la inversión extranjera directa (IED);
8. privatización de las empresas estatales;
9. desregulación: abolición de regulaciones que impidan acceso al mercado o restrinjan la competencia, excepto las que estén justificadas por razones de seguridad, protección del medio ambiente y al consumidor y una supervisión prudencial de entidades financieras;
10. seguridad jurídica para los derechos de propiedad.

Según algunos analistas, el extremo debilitamiento del Estado experimentado desde la vigencia del "Consenso de Washington", impidió la adecuada regulación de las actividades privatizadas e hizo perder la visión a largo plazo y la preocupación por la concentración de ingresos. El artículo referido alude a la demanda social por un nuevo tipo de Estado y analiza los requisitos y objetivos para que, entre otras cosas, facilite un funcionamiento eficaz de los mercados y se preocupe por disminuir las desigualdades sociales.  Por ejemplo, las políticas industriales y agrícolas fueron eliminadas. Y, sobre todo, se perdió la visión a largo plazo. Así, las reformas cayeron en un grave error: darle la espalda al Estado. La prescindencia del Estado en la realización de las reformas hizo que experimentaran una pérdida generalizada de credibilidad. (...) Esa crisis de credibilidad se sumó al sentimiento generalizado de frustración y de fatiga debido a la insuficiencia del progreso y la dureza de los sacrificios hechos en la aplicación de las reformas.

## Enlaces
https://www.piie.com/
- Datos: Q2981447